# Kfarhata (Zgharta)
Kfarhata ( anche nota come Kfar Hata, Kafrhata, in arabo كفرحاتا‎? ) è un villaggio che si trova nel distretto di Zgharta, nel governatorato del Nord in Libano.
È il paese d'origine della famiglia El Chemor, che in epoca ottomana governava il distretto.